# Liste der Monuments historiques in Bruille-lez-Marchiennes
Die Liste der Monuments historiques in Bruille-lez-Marchiennes führt die Monuments historiques in der französischen Gemeinde Bruille-lez-Marchiennes auf.

## Liste der Bauwerke
| Bezeichnung             | Beschreibung                                                                      | Standort | Kennzeichnung | Schutzstatus | Datum | Bild |
| ----------------------- | --------------------------------------------------------------------------------- | -------- | ------------- | ------------ | ----- | ---- |
| Schloss Villers-Campeau | Parkanlagen auch auf der Gemarkung von Bruille-lez-Marchiennes, Gebäude in Somain | (Lage)   | PA59000198    | Inscrit      | 2016  |      |